# Georg Schlüter (Verwaltungsjurist)
Georg Schlüter (* 29. Juli 1859 in Hannover; † 2. Juni 1938 ebenda) war ein deutscher Verwaltungsjurist. Von 1905 bis 1910 war er Bürgermeister von Greifswald.

## Leben
Schlüter begann an der Friedrich-Wilhelms-Universität zu Berlin  und der Philipps-Universität Marburg Rechtswissenschaft zu studieren. Am 16. Juli 1881 wurde er im Corps Hasso-Nassovia recipiert. Als Inaktiver wechselte er an die Georg-August-Universität, wo er sich Ostern 1882 auch dem Corps Brunsviga Göttingen anschloss. Als zweimal bewährten Consenior inaktivierte es ihn im Herbst 1883. Nachdem er 1884 am Oberlandesgericht Celle das Referendarexamen bestanden hatte, wurde er im Februar 1890 Gerichtsassessor. Er wechselte in die innere Verwaltung der Provinz Hannover und wurde Senator und Polizeidirektor in Lüneburg. 1898 ging er als Zweiter Bürgermeister nach Halberstadt. 1905 (nach anderer Quelle 1907) wurde er Erster Bürgermeister von Greifswald. Er trat 1910 mit 51 Jahren in den Ruhestand und kehrte nach Göttingen zurück. Dort war er Vorsitzender des Alte-Herren-Senioren-Convents. Im August 1914 ließ er sich als 55-Jähriger bei Brunsviga reaktivieren. Über den ganzen Ersten Weltkrieg war er achtmal Subsenior. Die Zulassung als Rechtsanwalt in Göttingen (1919) gab er 1937 zurück. Verheiratet war er seit März 1895 mit Annaliese geb. Bothe aus Hannover. Er starb im 79. Lebensjahr und hinterließ zwei Söhne und eine Tochter.

## Ehrungen
- Ehrenmitglied des Corps Brunsviga Göttingen (1919)